# Diego Pérez (football)
Pour les articles homonymes, voir Pérez et Diego Pérez (homonymie).
Diego Fernando Pérez Aguado est un ancien footballeur international uruguayen né le 18 mai 1980 à Montevideo qui évoluait au poste de milieu défensif.

## Biographie

### Débuts en Uruguay
À 19 ans, il intègre l'un des clubs professionnel de sa ville natale, le Défensor. Dès sa deuxième saison, alors à peine âgé de 20 ans, il s'impose comme titulaire indiscutable.
En 2003, il rejoint un autre club de Montevideo, le Penarol. Il n'y joue que treize matchs et y marque deux buts avant de quitter son pays pour la France.

### Passage à Monaco
Recruté par Didier Deschamps à l'AS Monaco en 2004, Pérez est barré par Lucas Bernardi, Andréas Zíkos et Gerard. La blessure de longue date de ce dernier en 2005 et l'arrivée de Francesco Guidolin lui permettent de retrouver un temps de jeu plus important. Durant la saison 2006-2007, il profite du retour en Grèce d'Andréas Zíkos ainsi que de la longue blessure de Lucas Bernardi début 2007 pour s'imposer au milieu de terrain (voire parfois en arrière droit), sous les ordres de Laurent Banide.
Malgré le départ de ce dernier, il gardera une place de titulaire dans l'effectif monégasque et il semble même s'imposer comme une des pièces maîtresses dans la formation de son nouvel entraîneur Ricardo. Il devra cependant se méfier de nouveaux arrivants comme le Croate Nikola Pokrivac où l'ivoirien Jean-Jacques Gosso. Il dispute son 100e match en Ligue 1 lors de Monaco (1-1) Valenciennes en mai 2009. Il réalise une bonne saison 2009/2010 où il est l'un des cadres de l'effectif monégasque. Malheureusement, il est forfait pour la finale de la Coupe de France perdue contre le PSG (1-0).

### Transfert en Italie
Après six années en Principauté, il rejoint l'Italie et le club de Bologne le 31 août 2010. Il signe un contrat de quatre ans pour une indemnité de transfert évalué à 1,5 million d'euros. Son salaire annuel est de 1,3 million d'euros. Son contrat arrivé à expiration, il resigne dans le club italien pour deux années supplémentaires

### En sélection nationale
Diego Pérez commença sa carrière internationale le 14 juillet lors d'un match de la phase poules de la Copa America 2001 contre la Bolivie soldée par une victoire 1-0. 
Trois ans plus tard, il est convoqué pour disputer la Copa America 2004 où les uruguayens décrocheront une troisième place après avoir été éliminé en demi-finales contre le Brésil. Il est à nouveau convoqué pour disputer la Copa America 2007 où la Céleste se fera une nouvelle fois battre en demi-finales par le Brésil mais loupera la troisième place en perdant contre le Mexique. 
Sa carrière atteint son apogée lors de la Coupe du monde 2010 où il est l'un des meilleurs milieux défensifs de la compétition qu'il terminera à la 4e place avec l'Uruguay. Puis lors de la Copa America 2011 où les uruguayens remporteront l'édition. 
Pérez sera ensuite convoqué pour la Coupe des Confédérations 2013 où la Céleste sera éliminée une nouvelle fois en demi-finales contre le Brésil. Óscar Tabárez le convoquera pour sa dernière grande compétition lors de la Coupe du monde 2014 au Brésil. 

#### Buts internationaux
| #  | Date            | Lieu                                                 | Adversaire | Score | Résultat | Compétition                   |
| -- | --------------- | ---------------------------------------------------- | ---------- | ----- | -------- | ----------------------------- |
| 1. | 16 juillet 2011 | Estadio Brigadier General Estanislao López, Santa Fe | Argentine  | 0-1   | 1-1      | Copa América 2011             |
| 2. | 23 juin 2013    | Arena Pernambuco, Recife                             | Tahiti     | 3-0   | 8-0      | Coupe des confédérations 2013 |

## Statistiques en championnat
| Saison    | Club                   | Championnat | Matchs | Buts |
| --------- | ---------------------- | ----------- | ------ | ---- |
| 1999      | Defensor Sporting Club | Division 1  | 4      | 0    |
| 2000      | Defensor Sporting Club | Division 1  | 33     | 4    |
| 2001      | Defensor Sporting Club | Division 1  | 32     | 3    |
| 2002      | Defensor Sporting Club | Division 1  | 26     | 1    |
| 2003      | CA Peñarol             | Division 1  | 8      | 0    |
| 2004      | CA Peñarol             | Division 1  | 13     | 2    |
| 2004-2005 | AS Monaco              | Ligue 1     | 29     | 0    |
| 2005-2006 | AS Monaco              | Ligue 1     | 22     | 0    |
| 2006-2007 | AS Monaco              | Ligue 1     | 25     | 2    |
| 2007-2008 | AS Monaco              | Ligue 1     | 25     | 0    |
| 2008-2009 | AS Monaco              | Ligue 1     | 22     | 0    |
| 2009-2010 | AS Monaco              | Ligue 1     | 23     | 0    |
| 2010-2011 | Bologne FC             | Serie A     | 27     | 0    |
| 2011-2012 | Bologne FC             | Serie A     | 28     | 0    |
| 2012-2013 | Bologne FC             | Serie A     | 23     | 0    |
| 2013-2014 | Bologne FC             | Serie A     | 27     | 0    |

Dernière mise à jour le 30 juin 2012

## Palmarès

### En club
- AS Monaco
  - Coupe de France :
    - Finaliste : 2010.

### En sélection
- Équipe d'Uruguay
  - Coupe du monde :
    - Quatrième : 2010.

  - Copa América :
    - Vainqueur : 2011.
    - Troisième : 2004.